# محمدولی اسدی
محمدولی اسدی (۱۲۵۷ بیرجند – ۲۹ آذر ۱۳۱۴) ملقب به مصباح دیوان و سپس مصباح‌السلطنه، نایب التولیه آستان قدس رضوی در دوره رضاشاه پهلوی بود. با طرح لباس متحدالشکل برای مردان و به‌ویژه اجباری شدن کلاه پهلوی، به مخالفت پرداخت. پس از واقعه مسجد گوهرشاد مشهد (۱۳۱۴) به همراه گروه دیگری از روحانیون و مدرسین حوزه علمیه مشهد دستگیر و پس از محاکمه سریع در دادگاه نظامی، تیرباران شد. محمدعلی فروغی در دومین دوره نخست‌وزیری خود به دلیل حمایت از او مغضوب و خانه‌نشین شد.

## تحصیلات اولیه
پدرش حاج علی‌اکبر از خرده مالکین بیرجند بود. محمدولی تحصیلات خود را در مکتبخانه آغاز کرد و چند سالی به آموختن دروس متداول آن روز پرداخت. در تعلیم حسن خط و نامه‌نگاری تلاش زیادی به عمل آورد. چند سالی هم در مدرسه‌ای درس خواند که محمد اسمعیل خان (شوکت‌الملک اول) برای برادر و برادرزادگان خویش دائر کرده بود.

## در خدمت شوکت‌الملک دوم
در سال ۱۳۲۲ هجری قمری محمداسمعیل خان درگذشت و طبق فرمان مظفرالدین شاه لقب شوکت‌الملک و حکومت سیستان و قائنات به پسرش محمدابراهیم خان تفویض شد. شوکت‌الملک دوم در روزهای اول حکمرانی خود محمدولی خان را با لقب مصباح دیوان به سمت منشی و محرر خود انتخاب کرد و تدریجاً وی را در تمام امور مداخله داد. محمدولی خان چندی مستوفی و زمانی هم نایب‌الحکومه قائنات بود و سرانجام مشاور سیاسی و قائم مقام شوکت‌الملک شد. امیر شوکت‌الملک در یکی از سفرهای خود به تهران لقب مصباح‌السلطنه را برای محمدولی خان مصباح دیوان از احمدشاه گرفت.

## نماینده مجلس شورای ملی
با نظر امیر شوکت‌الملک محمدولی خان اسدی نماینده سیستان در دوره چهارم مجلس شورای ملی شد. ابتدا معتصم‌السلطنه فرخ به نمایندگی سیستان انتخاب شده بود اما اعتبارنامه او به علت همکاری با سید ضیاءالدین طباطبائی و شرکت در قیام کلنل محمدتقی خان پسیان رد شد. در بهمن ۱۳۰۰ در سیستان تجدید انتخابات شد و اسدی رأی آورد. اعتبارنامه او در ۲۷ خرداد ۱۳۰۱ به تصویب مجلس رسید. اسدی پس از ورود به تهران در تجریش خانه‌ای خرید، که بعداً مرکز تجمع سیاستمداران و نمایندگان مجلس، به خصوص طرفداران سردار سپه بود. او در دوره‌های پنجم، ششم و هفتم نیز از سیستان نماینده شد.
در اواخر دوره هفتم، اسدی امتیاز انحصار کشف و بهره‌برداری از معادن زغال سنگ تا دوازده فرسخی مشهد را برای خود از مجلس شورای ملی به مدت پانزده سال گرفت.

## تولیت آستان قدس
پس از پایان دوره نمایندگی اسدی در سال ۱۳۰۹، به نیابت تولیت آستان قدس رضوی رسید و جانشین سیدمرتضی قلیخان نائینی شد. در ارجاع این سمت تیمورتاش و تدیّن سهمی بسزا داشتند. تولیت آستان قدس رضوی بر اساس وقفنامه متعلق به پادشاه وقت است. از این رو اسدی نیز همچون متولیان پیشین عنوان نایب‌التولیه داشت. نظامنامه آستان قدس در همین زمان و به دستور رضاشاه نوشته شد. اهم کارهای برجسته اسدی در خراسان عبارتند از: تبدیل دارالشفا به یک مریضخانه بزرگ (بیمارستان امام رضا)، انتقال آب به مشهد، احداث کارخانه بزرگ برق که هزینه بیمارستان از آبونمان آن تأمین می‌شد. ایجاد مجموعه کوهسنگی و خیابان کوهسنگی (اسدی سابق)، احداث نخستین دبیرستان‌های شهر مشهد (فردوسی و شاه رضا)، خیابان تهران و خیابان طبرسی و دیگر اقدامات و اصلاحات اداری و عمرانی در آستان قدس.

## موضوع تعویض کلاه
پس از آنکه موضوع تعویض کلاه و استعمال کلاه پهلوی پیش آمد، اسدی و کارمندان آستانه به بهانه آنکه به حرم مطهر رفت و آمد دارند و مورد حمله عوام قرار خواهند گرفت، کلاه جدید را بر سر نگذاشتند. پاکروان، استاندار، این نکته را به تهران منعکس ساخت. لاجرم اسدی و اعضای آستانه مجبور شدند تمکین کرده، عکسی هم دستجمعی با کلاه پهلوی گرفته به دفتر مخصوص فرستاند. این موضوع ماند تا قضیه مسجد گوهرشاد پیش آمد.

## واقعه گوهرشاد، دستگیری و اعدام
روز پنجشنبه نوزدهم تیر ۱۳۱۴ که مردم در اعتراض به موضوع تعویض کلاه در مساجد و صحن اجتماع می‌کردند، اسدی مشهد را ترک کرده به فریمان رفت. روز جمعه به مشهد بازگشته و در روز شنبه که قتل و عام گوهرشاد شروع شد، اسدی همراه استاندار و فرمانده لشکر بود. پاکروان استاندار و نوایی رئیس شهربانی، تمام تقصیر را به گردن محمدولی اسدی نایب‌التولیه وقت حرم علی بن موسی الرضا انداخته و او را عامل اصلی قیام معرفی کردند. در آن تاریخ یکی از دختران فروغی، عروس اسدی بود. وقتی که محمدولی اسدی از محمدعلی فروغی خواست که دربارهٔ او نزد رضاشاه وساطت کند، فروغی نامه‌ای به اسدی نوشت و در آن قید کرد که:
در کف شیر نر خونخواره‌ای | غیر تسلیم و رضا کو چاره‌ای
هرچند فروغی وساطت را کارساز نمی‌دید اما در مقام شفاعت برآمد. اینچنین آتش غضب رضاشاه که توسط مأمورین شهربانی مشهد از محتوای نامه فروغی به اسدی باخبر شده بود، تندتر شد و نه تنها شفاعت او را نپذیرفت بلکه فروغی را هم با پرخاش و تندی از نخست‌وزیری کنار گذاشت، تمام مشاغل او را گرفت و تحت نظر نظمیه در منزل خود زندانی کرد. مع‌الوصف چند روز پس از واقعه، اسدی از نیابت تولیت عزل شد. اسدی پس از عزل مدتی در بستر بیماری بود و سرانجام روز سوم آذرماه بازداشت شد. چند روز بعد فروغی نیز از نخست‌وزیری برکنار شد و تحت مراقبت پلیس سیاسی قرار گرفت. هیأتی از تهران جهت رسیدگی به وضعیت و محاکمه و مجازات اسدی به مشهد رفت. رئیس این هیئت، سرتیپ عباس البرز و بازجو سرهنگ آقاخان خلعتبری بود. اسدی سرانجام در روز ۲۹ آذر ۱۳۱۴ در مشهد تیرباران شد و پیکر وی در گورستان عمومی به خاک سپرده شد. پس از اعدام اسدی خانواده وی تبعید و اموالشان تصاحب گردید.

## اعاده حیثیت
پس از شهریور ۱۳۲۰ و روی کار آمدن محمدرضا پهلوی، فرزندان اسدی بی گناهی پدر خود را با تشکیل دادگاه مجدد ثابت کردند و جسد پدر خود را از گورستان عمومی به مقبره اختصاصی واقع در جوار حرم امام رضا انتقال دادند. پس از آن فرزندان اسدی مورد التفات محمدرضا شاه قرار گرفتند. پسر ارشدش سلمان اسدی به معاونت نخست‌وزیری و وزارت کار و تبلیغات رسید.